# Villahermosa (Colombia)
Villahermosa is een plaats en gemeente in de 'provincia' Nevados van het departement Tolima in Colombia. De gemeente telt 11.196 inwoners (volkstelling 2005). Ze is ook een van de belangrijkste koffieproducenten in het noorden van Tolima.

## Geboren
- Alfonso kardinaal López Trujillo (1935-2008), aartsbisschop van Medellín en kardinaal bij de Romeinse Curie.

Alpujarra · Alvarado · Ambalema · Anzoátegui · Armero · Ataco · Cajamarca · Carmen de Apicalá · Casabianca · Chaparral · Coello · Coyaima · Cunday · Dolores · Espinal · Falan · Flandes · Fresno · Guamo · Herveo · Honda · Ibagué · Icononzo · Lérida · Líbano · Mariquita · Melgar · Murrilo · Natagaima · Ortega · Palocabildo · Piedras · Planadas · Prado · Purificación · Rioblanco · Roncesvalles · Rovira · Saldaña · San Antonio · San Luis · Santa Isabel · Suárez · Valle de San Juan · Venadillo · Villahermosa · Villarrica